# Francis Craig
Francis Craig (* 10. September 1900 in Dickson, Tennessee; † 19. November 1966 in Nashville, Tennessee) war ein US-amerikanischer Pianist, Komponist und Bandleader.

## Leben
Als Sohn eines Methodistenpfarrers und einer Pianistin wuchs Craig in verschiedenen Orten Tennessees auf. Schon als Kind erlernte er das Klavierspielen und entdeckte während seiner Studentenzeit seine Vorliebe für den Jazz. Als Student an der Vanderbilt University gründete er 1921 sein erstes Orchester, mit dem er auf zahlreichen Tanzveranstaltungen im mittleren Süden der USA auftrat und das bald regionale Bedeutung erlangte. 1924 heiratete er Elizabeth Gewin und ließ sich nach seinem Studium 1925 endgültig in Nashville nieder, wo er große Teile seiner Jugend verbracht hatte und seine Familie ansässig war, um als Berufsmusiker zu arbeiten.
Sein Orchester wurde die Hausband des Hermitage Hotels in Nashville und spielte über zwanzig Jahre bis 1947 auf den Veranstaltungen des Hotels, allen größeren Tanzveranstaltungen in Nashville und auch allen Tanzevents der Vanderbilt University. 1925 musizierte sein Orchester bei der Eröffnungsveranstaltung des Radiosenders WSM in Nashville, welcher der Versicherungsgesellschaft National Life gehörte, die ihren Sitz in Nashville hatte und sich im Besitz seines Cousins Edwin Craig befand. Neben zahlreichen Auftritten in Nashville und Umgebung erhielt Craig eine regelmäßige Radioshow bei WSM, die im Sonntagabendprogramm der NBC auch landesweit ausgestrahlt wurde.
1926 nahmen Craig und sein Orchester mehrere Titel für Columbia Records auf: Moonlight in Mandalay, Hard to Get Gertie und That Florida Low Down (Esa Florida Baja), die auch auf Singles erschienen, aber keinen überregionalen Erfolg hatten.
Nach einigen schnellen Dixieland-Aufnahmen Ende der 1920er Jahre entwickelte Craig einen ruhigen, moderaten und vor allem tanzbaren Sound, mit dem sein Orchester in den 1930er und Anfang der 1940er Jahre zur führenden Tanzkapelle Nashvilles und Umgebung wurde. Durch die Verträge mit dem Hermitage Hotel, den Radiosendern WMS und NBC sowie den zahlreichen Auftritten bei allen bedeutenden gesellschaftlichen Ereignissen in Nashville hatte Craig ein finanziell abgesichertes Einkommen und unternahm nach den kommerziell erfolglosen Aufnahmen auf Columbia in den zwanziger Jahren keinen weiteren Versuch, über die regionale Bedeutung hinaus landesweit Erfolge zu erzielen. Er begnügte sich damit, die führende Bigband im mittleren Süden zu leiten.
Zahlreiche Sängerinnen und Sänger des Francis Craig Orchesters, die ihre Karriere in diesem Orchester begannen, erlangten später Starruhm, allen voran Dinah Shore und Kitty Kallen, ferner Irene Beasley, Phil Harris, Jimmy Melton und Kenny Sargent. Einige Musiker des Orchesters gründeten in den 1930er Jahren eigene Jazzbands wie Jimmy Gallagher, Clint Garvin, Jolin Gordy und Red McEwen.

Francis Graig - Near You

1947 liefen seine Verträge mit dem Hermitage Hotel und dem Radiosender NBC aus und sollten nicht verlängert werden. In dieser Situation wurde er von Jim Bulleit, dem Besitzer der 1946 neu in Nashville gegründeten Schallplattenfirma Bullet Records für eine Schallplattenaufnahme verpflichtet. Die Erkennungsmelodie des Francis Craig Orchesters Red Rose sollte als Platte veröffentlicht werden, auf die B-Seite kam der Titel Near You, ebenfalls eine Komposition von Francis Craig, der Text stammt von Kermit Goell. Den Gesangspart übernahm der blinde Sänger und Trompeter Bob Lamm. Die Single wurde im 1947 neu gegründeten Castle Studio in Nashville aufgenommen.
Aber die Radiostationen spielten nicht die A-Seite Red Rose, sondern vor allem auf Wunsch der jugendlichen Hörer die B-Seite Near You. Dieser Titel wurde der erfolgreichste Song des Jahres 1947, er stand siebzehn Wochen hintereinander auf Platz eins von Billboards „Honor Roll of Hits“ und wurde damit zu dem Titel, der die längste Verweildauer auf dem Spitzenplatz einer US-amerikanischen Hitparade hatte. Die Single platzierte sich am 30. August 1947 erstmals in den Bestseller-Charts, erreichte Platz eins und blieb 21 Wochen in den Charts. Near You war in der Version von Francis Craig die meistverkaufte Single in den USA des Jahres 1947
und erstmals erreichte eine in einem Studio in Nashville produzierte und von einer Bigband aus Nashville auf einem in Nashville beheimateten Plattenlabel „Bullett Records“ veröffentlichte Single in den USA den Platz eins der meistverkauften Singles eines Jahres. Dies war die Geburtsstunde von Nashville als zukünftiger Musikmetropole der 1950er und 1960er Jahre.
Das Überraschende an diesem Erfolg von Near You war, dass ein typischer Big-Band-Titel nach dem Ende der „Big Band Ära“ einen derartigen Erfolg hatte.
Die folgende Single Sometimes I Wonder / Hot Biscuits hatte keinen Erfolg, aber die nächste Plattenveröffentlichung Beg Your Pardon wurde ein Top-10-Hit und einer der erfolgreichsten Titel des Jahres 1948. Als sich jedoch nach zwei weiteren Singles keine Erfolge einstellten, wechselte Craig im Dezember 1948 zu MGM Records, Da auch die bei MGM erschienenen Singles erfolglos blieben, unterschrieben Craig und Bob Lamm zum 1. Januar 1952 einen Schallplattenvertrag bei Decca Records. Auf der A-Seite der ersten Decca-Single 1952 war mit dem Titel For the First Time (In a Long Time) eine dem Erfolgstitel Near You stark nachempfundene Aufnahme, bei der auch wieder Bob Lamm den Gesangspart übernahm. Trotz eines erheblichen Werbeaufwandes der neuen Schallplattenfirma gelangen Craig keine weiteren Chartplatzierungen. Nach zwei erfolglosen Jahren bei Decca nahm 1954 Dot Records Craig unter Vertrag. Auf der ersten Plattenveröffentlichung für Dot koppelte man die beiden erfolgreichsten Titel Craigs Near You und Beg Your Pardon auf einer Single. Ab dem Herbst 1954 trat das Francis Craig Orchester nicht mehr öffentlich live auf, sondern konzentrierte sich lediglich auf Radioauftritte. Im Juli 1955 erschien mit der Katalognummer Dot 15400 seine letzte Single: In the Shade of the Moonlight / If You Care At All; die Single blieb erfolglos. Mitte der 1950er Jahre zog sich Craig aus dem Musikgeschäft zurück. Im Jahre 1958 erreichte Roger Williams mit dem Titel Near You erneut die Top 10 der Billboard Hot 100.
Mit seinem im Musikgeschäft verdienten Geld finanzierte Craig den Bau des ersten Schallplattenpresswerks in Nashville und legte somit neben seinem Titel Near You, dem ersten in Nashville produzierten Nummer-eins-Hit, einen weiteren Grundstein für den späteren Aufstieg Nashvilles zur Musikmetropole.
Der 1922 von Craig komponierte Titel Dynamite ist der offizielle Song der Vanderbilt University, der bei allen offiziellen Sportereignissen der Universität gespielt wird.